# گلرخ ایرایی
گلرخ ابراهیمی ایرایی، فعال مدنی و فعال حقوق بشر ایرانی است که به اتهام توهین به مقدسات و تبلیغ علیه نظام جمهوری اسلامی ایران به پنج سال حبس، محکوم شد. او پس از گذراندن محکومیت خود در اردیبهشت ۱۴۰۱ از زندان آزاد شد. ایرایی در جریان خیزش ۱۴۰۱ ایران در ۴ مهر ۱۴۰۱ توسط نیروهای امنیتی در منزل خود در تهران، مجدداً بازداشت و به مکان نامعلومی، منتقل شد.

## بازداشت
گلرخ ایرایی سوم آبان ماه ۱۳۹۵ به همراه همسرش آرش صادقی در منزل خود بازداشت و بدون دریافت احضاریه کتبی جهت اجرای حکم شش سال حبس تعزیری به زندان اوین منتقل شد.
وی به دلیل تبلیغ علیه نظام به یک سال حبس و پنج سال حبس برای نوشتن داستان منتشر نشده‌ای در دفترچه شخصی‌اش به توهین به مقدسات متهم شده‌است. در این داستان زنی پس از دیدن فیلم «سنگسار ثریا م.» دربارهٔ سنگسار یک زن در ایران، از شدت عصبانیت نسبت به احکام مذهبی، اقدام به سوزاندن قرآن می‌کند، با وجود انکارهای ایرایی، بازجویان اصرار داشته‌اند که این یک داستان نیست و خاطرات شخصی گلرخ ایرایی است.
وی همچنین به اتهام عضویت در گروه لگام (کارزار لغو گام به گام اعدام)، کشف حجاب و ترویج بی‌حجابی از طریق گذاشتن عکس‌های بدون روسری در کنار همسرش در صفحه شخصی فیس‌بوک، مخالفت با حکم قصاص، امضای بیانیه‌هایی در مخالفت با مجازات اعدام، نگهداری عکس اعدام شدگان دهه ۶۰، شرکت در تجمعات مختلف مقابل زندان اوین از جمله تجمع حمایت از نرگس محمدی، ارسال گزارش موارد نقض حقوق بشر برای سازمان ملل متحد، همکاری با رسانه‌های فارسی‌زبان خارج از ایران، دیدار با زندانیان سیاسی و خانواده‌های زندانیان و کشته‌شدگان سال ۸۸ و دهه ۶۰ از جمله مواردی است که قاضی در محکومیت مجموعاً شش ساله گلرخ ایرایی به آن استناد کرده‌است و بخشی از فعالیت‌هایی است که در حکم دادگاه به عنوان مصداق اتهامات و «فعالیت‌های ضد امنیتی» گلرخ ایرایی ذکر شده‌است.
وی پس از یک دوره آزادی مجدداً در تاریخ ۱۸ آبان سال ۱۳۹۸ بازداشت شد. بازداشت وی همزمان با اعزام آرش صادقی زندانی سیاسی و همسر او به بیمارستان صورت گرفت.
در ۵ بهمن ۱۳۹۹، ابراهیمی ایرایی از زندان قرچک ورامین به زندان آمل تبعید شد. ایرایی پیش از آن در ۲۳ آذر همراه با ضرب و شتم از زندان قرچک به بازداشتگاه اطلاعات سپاه موسوم به بند ۲ الف زندان اوین منتقل شده بود، ظهر روز ۴ بهمن پس از ۴۳ روز بازجویی به زندان قرچک ورامین بازگردانده شده بود.
ابراهیمی ایرایی در اردیبهشت ۱۴۰۱ از زندان آزاد شد اما بار دیگر در ۴ مهر هم‌زمان با اعتراضات سراسری در منزل خود در تهران بازداشت شد و هشتم آذر به بند زنان زندان اوین انتقال یافت. جلسه دادرسی پرونده او در ۱۴ دی ۱۴۰۱ در شعبه ۲۶ دادگاه انقلاب تهران به اتهام «اجتماع و تبانی به قصد برهم زدن امنیت کشور» و «تبلیغ علیه نظام» برگزار شد.
در ۲۴ فروردین ۱۴۰۲، ابراهیمی ایرایی از سوی شعبه ۲۶ دادگاه انقلاب اسلامی که ریاست آن را ایمان افشاری به عهده دارد، به شش سال زندان به اتهام «اجتماع و تبانی» و یک سال زندان به اتهام «تبلیغ علیه نظام» محکوم شد. وی همچنین به دو سال ممنوعیت خروج از کشور، دو سال ممنوعیت حضور در تهران، دو سال ممنوعیت حضور در احزاب، گروه‌ها و دسته‌جات و ضبط گوشی تلفن همراه محکوم شد. چندی بعد، ۲۰ زندانی سابق سیاسی در واکنش به حکم هفت سال زندان برای گلرخ ایرایی، بیانیه‌ای صادر کردند و خواستار آزادی او شدند. آن‌ها اعلام کردند که احکام صادرشده علیه ایرایی در یک فرایند «مذبوحانه»، «ناعادلانه» و «کینه‌توزانه» صادر شده‌است. این بیانیه به امضای ۲۰ کنشگر زن رسید. از جمله آن‌ها می‌توان به آنیشا اسداللهی، یاسمن آریانی، عسل محمدی، آتنا دائمی، لیلا حسین‌زاده، پروین محمدی، نازنین زاغری، ژیلا مکوندی و عالیه مطلب‌زاده اشاره کرد.

## اعتصاب غذا
آتنا دائمی و گلرخ ایرایی در ۴ بهمن ۱۳۹۶ از زندان اوین به زندان قرچک ورامین منتقل شدند. این دو در اعتراض به انتقال‌شان از زندان اوین به قرچک ورامین از ۱۴ بهمن دست به اعتصاب غذا زده‌اند. این دو در نامه‌ای که از داخل زندان منتشر کرده‌اند نوشته‌اند که علاوه بر تغییر محل اجرای حکم از اوین به ورامین، «اصل تفکیک جرائم» نیز در این انتقال نقض شده‌است چرا که زندان قرچک ورامین محل نگهداری زندانیان عمومی و معمولی است و نه سیاسی. نامه این دو زندانی در صفحه فیس‌بوک و توئیتری که از سوی بستگان این دو نفر اداره می‌شود منتشر شده‌است. در بخشی از این نامه آمده‌است: «۱۰ روز مهلت دادیم تا ما را به بند زنان زندان اوین که محل اجرای حکم ما می‌باشد بازگردانند اما دریغ از حتی توضیح قانع کننده و قانونی برای این جابجایی، از امروز ۱۴ بهمن ۹۶ در اعتراض به نقض قانون تفکیک جرایم و تبعید غیرقانونی‌مان دست به اعتصاب غذا خواهیم زد و باز یک هفته مهلت می‌دهیم تا ما را به همان محل قبلی یعنی بند زنان زندان اوین بازگردانند در غیر این صورت در روز شنبه ۲۱ بهمن ۹۶ لب بر آب هم خواهیم بست.» در اعتراض به انتقال آنها از زندان اوین به زندان قرچک، آرش صادقی همسر گلرخ ایرایی و سهیل عربی دو زندانی سیاسی دیگر در اعتراض به ضرب و شتم آتنا دائمی و گلرخ ایرایی دست به اعتصاب غذا زدند. دائمی و ایرایی در نامه خود به وضعیت آرش صادقی و سهیل عربی نیز اشاره کرده و نوشته‌اند: «مسئولیت هر اتفاق ناگواری برای ما دو نفر و همچنین آرش صادقی و سهیل عربی و دوستان و رفقای دیگرمان که در حمایت از ما دست به اعتراض زنند متوجه دادستانی، قوه قضاییه، سپاه ثارالله می‌باشد.»
پس از ۵۷ روز اعتصاب غذا، ایرایی در ۱۴ فروردین ۱۳۹۷ در پی وخامت حالش به بیمارستان منتقل شده‌است. یک منبع نزدیک به ایرایی به کمپین حقوق بشر در ایران گفت که حال او وخیم است، در این مدت ۲۰ کیلو وزن کم کرده و بهداری زندان سه مرتبه به او سرم وصل کرده‌است.
پس از گذشت ۷۰ روز، گلرخ ایرایی در ۴ اردیبهشت ۱۳۹۷، به اعتصاب غذای خود پایان داد.

### حمایت از زندانیان اعتصابی گوهردشت
به دنبال اعتصاب غذای زندانیان سیاسی زندان گوهردشت کرج در اعتراض به فشارهای اعمال‌شده از سوی مسؤلین زندان و انتقال آن‌ها به بند فوق امنیتی سالن ۱۰ در زندان گوهردشت (رجایی‌شهر) که از ۸ مرداد ۱۳۹۶ آغاز شد، چند تن از زندانیان زن زندان اوین خواستار رسیدگی به وضعیت این زندانیان شدند. سازمان عفو بین‌الملل روز سه شنبه ۲۲ اوت ۲۰۱۷ (۳۱ مرداد ۹۶) در بیانیه‌ای اعلام کرد وضعیت زندان رجایی شهر و شرایط موجود برای زندانیان سیاسی، شرم‌آور است. ماگدلنا مغربی معاون بخش خاورمیانه و شمال آفریقا در این سازمان، گفت که آتنا دائمی، گلرخ ایرایی و مریم اکبری منفرد سه زندانی زن در زندان اوین نیز به تازگی در نامه‌ای خواستار رسیدگی به وضعیت زندانیان سیاسی رجایی شهر شده‌اند.

## واکنش‌ها
- در ۱۹ اسفند ۱۳۹۶، عفو بین‌الملل با صدور بیانیه‌ای ضمن انتقاد جدی از وضعیت نگهداری آتنا دائمی و گلرخ ایرایی، دو فعال حقوق بشر، در شرایط نامناسب و غیربهداشتی در زندان قرچک ورامین، از مقامات جمهوری اسلامی ایران خواستار آزادی بی‌درنگ آنها شده‌است.[۲۴][۲۵][۲۶][۲۷]
- در اواخر اسفند ۱۳۹۷، پی‌یر آنتونیو پانزری، رئیس کمیته حقوق بشر پارلمان اروپا با انتشار اطلاعیه‌ای از وضعیت آتنا دائمی و گلرخ ابراهیمی ایرایی، دو فعال حقوق بشر زندانی در ایران به شدت ابراز نگرانی کرده‌است. در این اطلاعیه آمده‌است: «من به‌شدت از حبس آتنا دائمی و گلرخ ابراهیمی ایرایی در زندان شهر ری و رفتار ظالمانه، غیرانسانی و تحقیرآمیز با آنها نگران هستم. سازمان‌های معتبر حقوق بشری آنها را زندانیان عقیدتی می‌دانند. این دو تن به‌خاطر فعالیت صلح‌آمیز حقوق بشری خود حکم‌های طولانی زندان را می‌گذرانند.» رئیس کمیته حقوق بشر پارلمان اروپا در ادامه از دولت‌مردان ایران خواستار آزادی فوری و بدون قید و شرط آنها شده‌است. او در اطلاعیه خود تأکید کرده‌است: «آتنا دائمی و گلرخ ابراهیمی ایرایی همچنین باید به‌خاطر ضعف و وضعیت رو به وخامت جسمی ناشی از اعتصاب غذای طولانی و بدرفتاری، از جمله آزارها و حمله‌های فیزیکی زندانیان دیگر و پاسداران زندان، باید از مراقبت پزشکی کافی برخوردار شوند. من از ادارهٔ زندان و مسؤولان مربوط می‌خواهم تماس منظم آنها را با اعضای خانواده این زندانیان، از جمله از طریق ملاقات و تلفن، تضمین کنند و همچنین اقدام‌های فوری برای بهبود شرایط حبس و وضعیت زندان شهر ری را در پیش بگیرند.»[۲۸]
- سازمان ملل متحد: میشل فورست، دوبرافکا شیموویچ، دیوید کی و نیلس مزلر، گزارشگران ویژه سازمان ملل متحد در ۲۸ اسفند ۱۳۹۶ در بیانیه‌ای گفته‌اند آتنا دائمی و گلرخ ایرایی، پس از انتشار گزارش‌ها در مورد رفتارهای غیرانسانی با آن‌ها، از زندان اوین به شهر ری انتقال داده شده‌اند. ناظران سازمان ملل گفته‌اند این دو هدف ضرب و شتم نگهبانان قرار گرفته و سپس به بند عمومی فرستاده شده‌اند. این چهار تن می‌گویند تلاش کرده‌اند در این مورد با مقام‌های ایران گفتگو کنند، اما این تلاش‌ها نتیجه‌ای نداشته‌است. آنها تأکید کرده‌اند که پرونده این دو فعال حقوق بشری، نمونه‌ای از رویه جاری آزار و اذیت، ارعاب و زندانی‌کردن کسانی‌ست که در دفاع از حقوق بشر و حمایت از زندانیان عقیدتی در ایران فعالیت می‌کنند.[۲۹]
- در ۲۱ فروردین ۱۳۹۷ (۱۰ آوریل ۲۰۱۸) دیده‌بان حقوق بشر خواستار آزادی گلرخ ایرایی شد. سارا لی ویتسون، مدیر بخش خاورمیانه و شمال آفریقا دیده‌بان حقوق بشر اعلام کرد: «مقامات ایران ظاهراً آن‌قدر از مدافعان حقوق بشر احساس تهدید می‌کنند که آنها را برای چندین سال زندانی می‌کنند.» او اضافه کرد: «ایران باید به جای بدتر کردن شرایط زندان به خواسته‌های مدافعان حقوق بشر مبنی بر حقوق و آزادی‌های بیشتر برای همهٔ شهروندان گوش دهد.» همچنین گفت: «هیچ چیزی نیست که نشان دهد که ایرایی جرمی واقعی مرتکب شده باشد و نگه داشتن او پشت میله‌های زندان حتی یک روز بیشتر غیرقانونی است.» وی افزود «او باید فوراً آزاد شود».[۳۰][۳۱][۳۲]

## بازداشت در سال ۱۴۰۱
ایرایی در جریان خیزش ۱۴۰۱ ایران پس از کشته‌شدن مهسا امینی در روز دوشنبه ۴ مهرماه بار دیگر توسط نیروهای امنیتی در منزل خود در تهران بازداشت و به مکان نامعلومی منتقل شد. نیروهای امنیتی در جریان بازداشت اقدام به تفتیش منزل و ضبط برخی از لوازم شخصی وی کردند. به گزارش هرانا مأموران امنیتی در زمان بازداشت درِ منزل خانم ایرایی را شکسته و وارد اتاق او شدند. همچنین مأموران با لگد به شکم وی ضربه زدند که باعث شد او به کابینت اتاق برخورد کند و این امر موجب آسیب شدید در ناحیه کمر و شکم وی شد. دادگاه انقلاب تهران او را با اتهام‌های اجتماع و تبانی به قصد برهم زدن امنیت کشور و تبلیغ علیه نظام به ۷ سال زندان محکوم کرد و دادگاه تجدید نظر او را به ۵ سال زندان قطعی محکوم کرد.